# Troldhaugen
Troldhaugen – posiadłość przylegająca do jeziora Nordås, niedaleko miejscowości Bergen. Mieszkał tam i tworzył kompozytor Edvard Grieg.

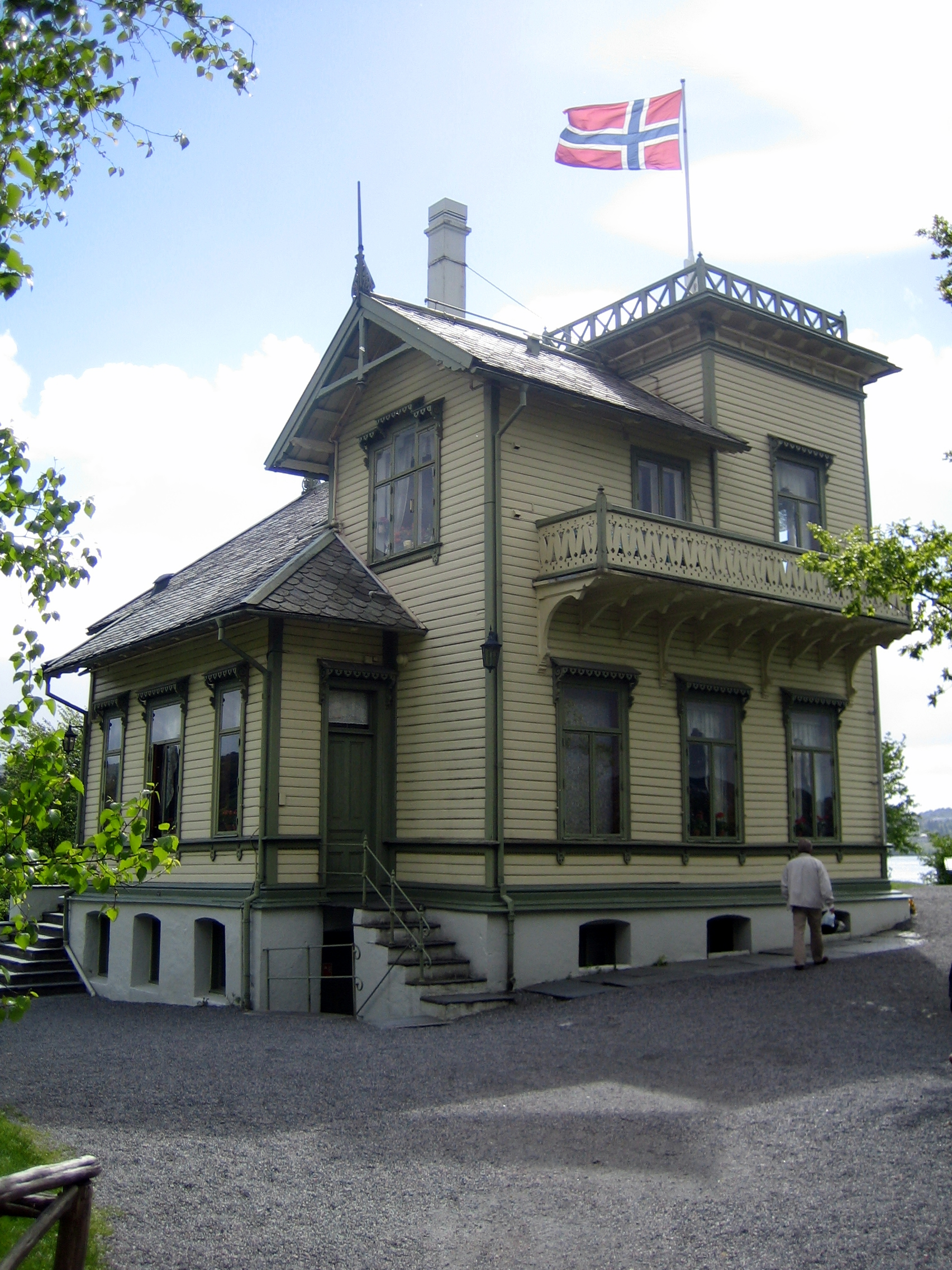
Troldhaugen willa – muzeum

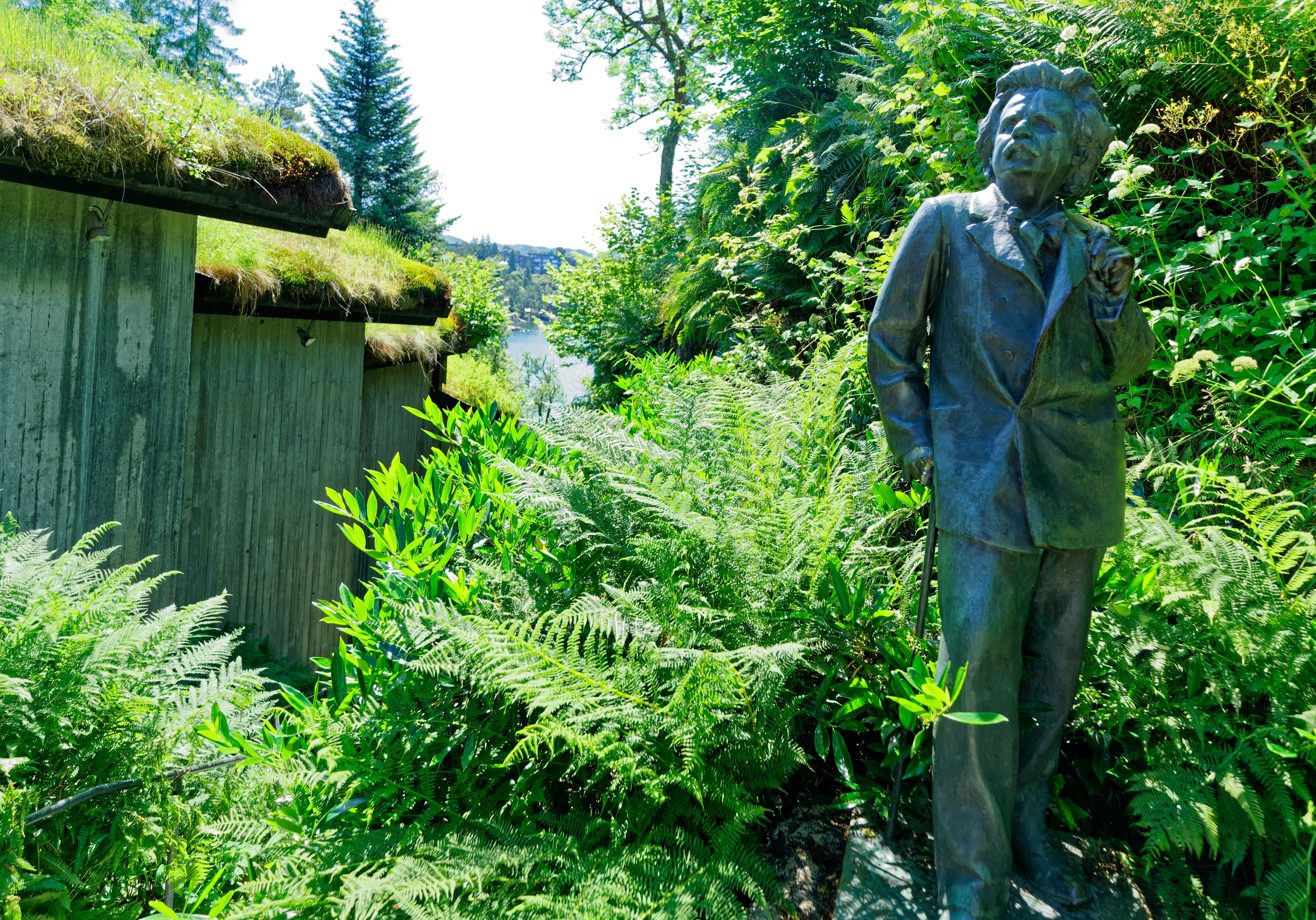
Troldhaugen – pomnik Griega

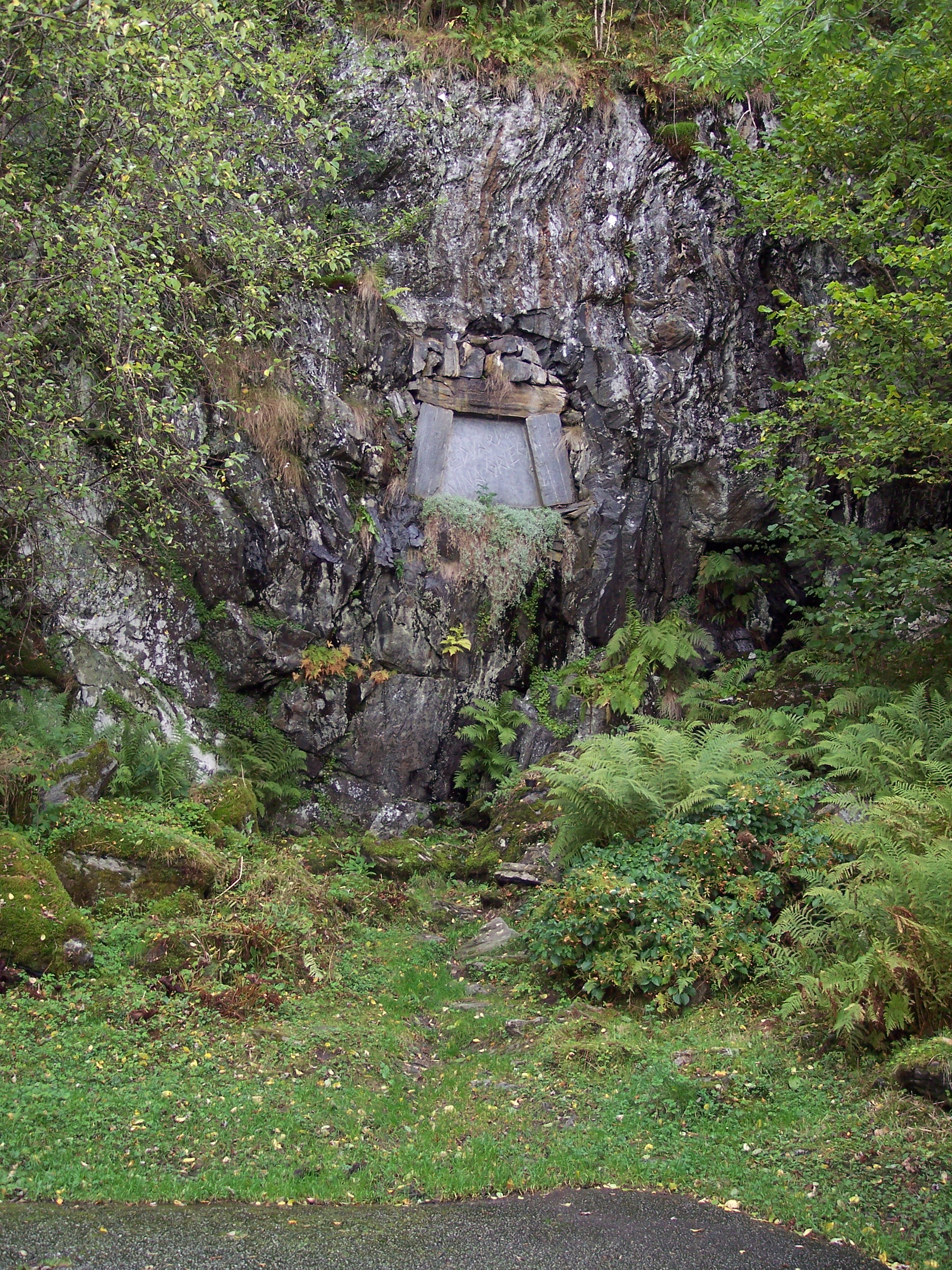
Grobowiec Edvarda i Niny Griegów

Od roku 1928 Troldhaugen jest udostępnione zwiedzającym jako całoroczne muzeum. Organizowany jest tu również Międzynarodowy Konkurs Pianistyczny im. Edvarda Griega. Konkurs odbywa się w sali koncertowej mogącej pomieścić około 200 słuchaczy. Ściana za estradą jest przeszklona, podczas koncertu można więc podziwiać widok na pracownię i jezioro. Przed salą koncertową stoi pomnik kompozytora naturalnej wielkości. Muzeum można zwiedzać od środy do niedzieli.